# Margarida Pape
Margarida Pape   (valor desconegut, 1618 - Oslo, 1686) era una noble danesa, filla de Nicolaus von Pape i d'Anna von Hatten, i amistançada oficial del rei Frederic III de Dinamarca.

## Biografia
La relació amb el rei va iniciar-se el 1637, i a l'any següent va donar a llum a Ulric Frederic Gyldenlove (1638-1704), que es casaria amb Antonieta Augusta d'Aldenburg (1660-1701). La relació es va acabar el 1648, i el 1652 es va casar amb Daniel Hausmann (?-1670), el seu administrador amb qui va tenir tres fills:
- Frederic (1649-1689), casat primer amb Anne Margrethe Nofocken i després amb Anna Catharina Lund.
- Gesilla (1649-1672), casada amb Nicolaus Brügmann.
- Gaspar Herman (1653-1718), casat amb Karen Toller.

El 15 de setembre de 1683 el rei Cristià V de Dinamarca li concedí el títol de baronessa de Lowendal.